# ブリーム (潜水艦)
ブリーム (USS Bream, SS/SSK/AGSS-243) は、アメリカ海軍の潜水艦。ガトー級潜水艦の一隻。艦名はヨーロッパに生息するコイ科の淡水魚ブリームにちなむ。

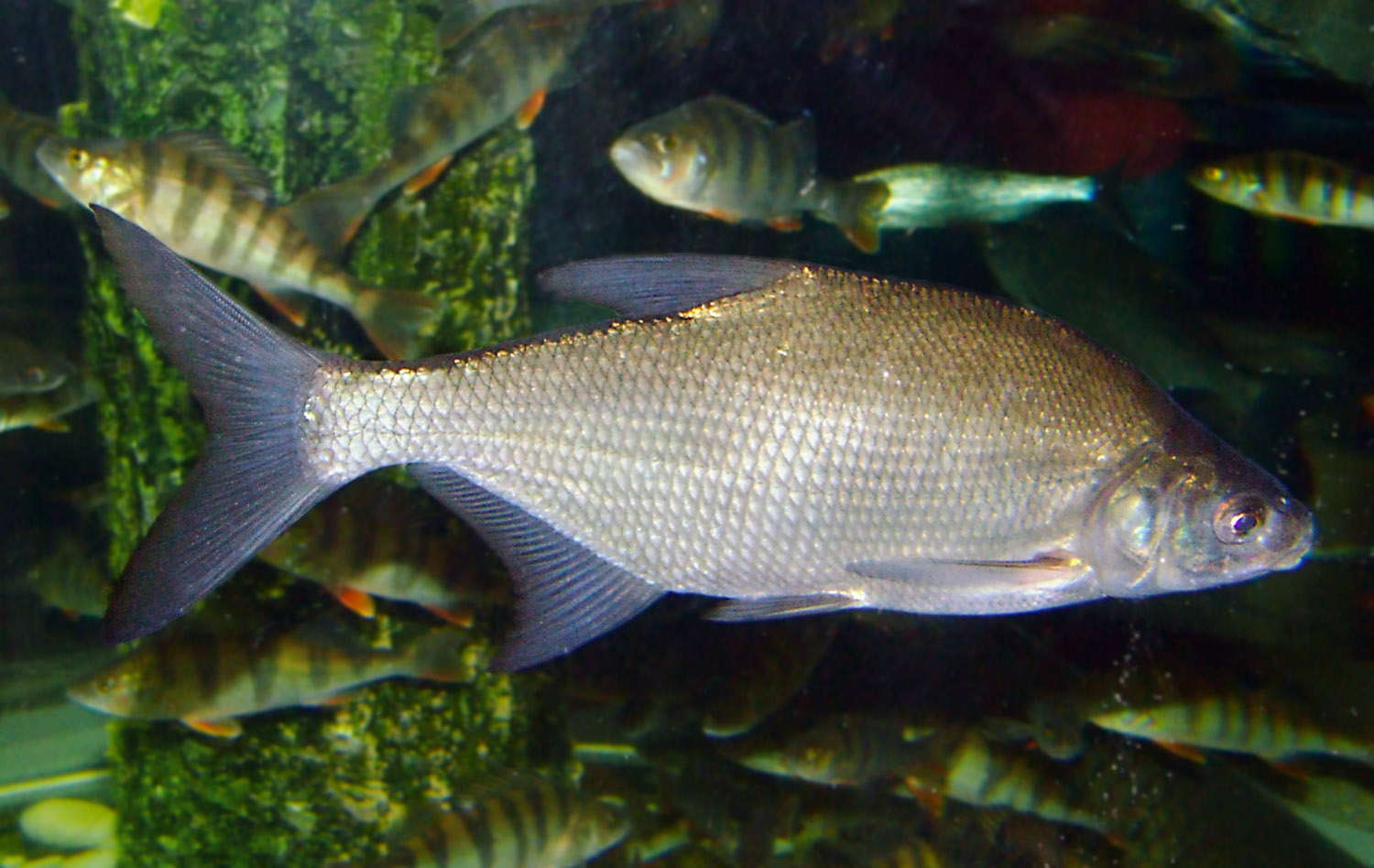
ブリーム（Common bream）

## 艦歴
「ブリーム」はコネチカット州グロトンのエレクトリック・ボート社で起工する。1943年10月17日に艦長ウルフォード・G・チャップルの夫人によって進水し、"ムーン" ウルフォード・G・チャップル少佐（アナポリス1930年組）の指揮下、1944年1月24日に就役する。「ブリーム」はニューロンドンを発ち、パナマ運河およびガラパゴス諸島を経由して太平洋戦線に向かい、5月8日にブリスベンに到着し、2日後に出港してミルン湾に進出。整備の後、5月26日に出港して3日後の5月29日にマヌス島ゼーアドラー湾に到着した。

### 第1、第2、第3の哨戒 1944年6月 - 11月
6月1日、「ブリーム」は最初の哨戒でバッショー (USS Bashaw, SS-241) およびフラウンダー (USS Flounder, SS-251) とともにハルマヘラ島およびモロタイ島近海に向かった。6月9日午後、「ブリーム」は北緯02度14分 東経127度57分 / 北緯2.233度 東経127.950度のモロタイ水道で「第3号掃海特務艇」の護衛する輸送船団を発見し、魚雷を6本発射して1つの爆発を確認し、5,000トン級輸送船の撃沈を報じる。実際には船団に被害はなく、「第3号掃海特務艇」と水上偵察機からの反撃を受けた。6月16日午後には北緯02度23分 東経128度43分 / 北緯2.383度 東経128.717度のハルマヘラ島レライ角近海で「第5号掃海艇」が護衛する輸送船団を発見し、魚雷を6本発射。魚雷は2本が陸軍輸送船「雄基丸」（大連汽船、5,704トン）に命中してこれを撃沈し、陸軍輸送船「日の出丸」（日本食塩、1,916トン）にも魚雷を命中させて擱座させた。2日後の6月18日、「ブリーム」は夜間の浮上哨戒を行うため浮上したところ、甲板が油まみれなのに気づく。やがてその原因はタンクからの燃料が漏出したものであると判断された。6月29日、29日の行動を終えてゼーアドラー湾に帰投した。
7月21日、2回目の哨戒でミンダナオ海方面に向かった。7月29日朝、第2エンジンから火災が発生したが、およそ10分程度で消し止められ事なきを得た。しかし、この哨戒ではトロール船など3隻を遠距離で発見したのみで攻撃機会もなく、戦果を挙げることはなかった。9月6日、48日間の行動を終えてフリーマントルに帰投した。
10月2日、3回目の哨戒でルソン島西岸部に向かった。10月9日から10日までダーウィンに寄港。10月23日朝、北緯14度00分 東経119度27分 / 北緯14.000度 東経119.450度の地点でマニラに向けて航行中の日本艦隊を発見した。この時発見したのは、レイテ島への輸送作戦を命じられた第十六戦隊（左近允尚正中将）の重巡洋艦「青葉」、軽巡洋艦「鬼怒」、駆逐艦「浦波」であった。3隻は「青葉」を中心に右舷側に「浦波」、左舷側に「鬼怒」を配してマニラに向かっていた。4時32分、「ブリーム」は「青葉」に向けて魚雷を6本発射し、うち1本が前部機械室に命中。「青葉」は機械室等を破壊され兵器等も使用不能となり、右に傾斜して大破した。「ブリーム」はその後もマニラ近海で哨戒を続けた。10月30日未明、ギターロ (USS Guitarro, SS-363) と合流し、ともにルソン島西岸部を北上して哨戒を行うこととした。間もなく、北緯16度03分 東経119度42分 / 北緯16.050度 東経119.700度の地点で6隻から7隻の大型輸送船で構成された輸送船団を発見し、魚雷を6本発射する。2つの魚雷爆発音を聴取し、10,000トン級輸送船の撃破を報じた。11月3日、レイトン (USS Raton, SS-270) が合流し、3隻のウルフパックとなった。

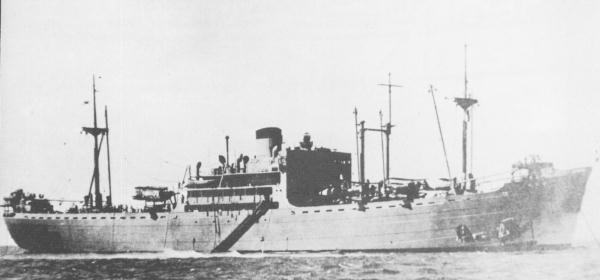
香久丸（1938年）

11月4日、「ブリーム」「ギターロ」「レイトン」のウルフパックは北緯15度55分 東経119度44分 / 北緯15.917度 東経119.733度のルソン島沿岸ダソル湾沖でタマ31A号船団を発見した。この船団は特設運送船「香久丸」（大阪商船、6,806トン）と二等輸送艦4隻で構成されていた。ウルフパックは二等輸送艦には目もくれず、「香久丸」を攻め立てた。まず「レイトン」が魚雷を6本発射したが回避された。次に「ギターロ」が魚雷を4本発射し、1本を命中させる。「ブリーム」は三番手として魚雷を4本発射し、1本が命中し「香久丸」は大火災が発生して航行不能となる。その後、タマ31A船団に接近していたレイ (USS Ray, SS-271) が航行不能の「香久丸」に対して魚雷を2本発射し、2本とも命中させて撃沈した。「レイトン」はタマ31A船団を探知していたものの、「香久丸」撃沈の戦果は「ブリーム」「ギターロ」および「レイ」に三等分された。
11月6日朝には、ルソン島サンタクルーズ沖でマタ31船団を発見した。この船団の中には、「ブリーム」が大破させ日本本土に回航中の「青葉」の他、レイテ沖海戦で損傷し日本本土に回航される途中だった重巡洋艦「熊野」もいた。最初に攻撃したのは「ギターロ」で、北緯15度55分 東経119度44分 / 北緯15.917度 東経119.733度の地点で艦首と艦尾の発射管から魚雷を計10本発射し、3本を「愛宕型重巡洋艦」に命中させたと判定。1時間後には「ブリーム」の攻撃の番となり、北緯16度01分 東経119度43分 / 北緯16.017度 東経119.717度の地点で魚雷を4本発射して「14,000トン級重巡洋艦」に2本命中させたと判定される。「レイトン」と「レイ」は「ブリーム」が攻撃して約1時間後に相前後して攻撃し、「レイトン」は魚雷を6本発射して2本か3本を「熊野」に命中させたと報告し、「レイ」も魚雷を4本発射して、2本を熊野に命中させたと報告した。夜に入り、「レイ」が「被雷した最上型巡洋艦はダソル湾に逃げ込んだだろう」と報告した。
11月8日、「ブリーム」はグロウラー (USS Growler, SS-215) と会合してSJレーダーの部品を交換するよう命令を受け、11月10日から11日にかけて会合を予定して待機していたが、「グロウラー」はついに姿を見せなかった。「グロウラー」のSJレーダーは調子がよくなかったが、不具合を報告した直後に輸送船団を探知して攻撃を仕掛け、ついに帰らなかった。代わりに、ガヴィナ (USS Guavina, SS-362) がレーダーの部品を受領することになり、11月13日に会合して部品を渡した。11月22日、「ブリーム」は50日間の行動を終えてフリーマントルに帰投。艦長がジェームズ・L・P・マッカラム中佐（アナポリス1935年組）に代わった。

### 第4、第5、第6の哨戒 1944年12月 - 1945年6月
12月19日、「ブリーム」は4回目の哨戒でブルーギル (USS Bluegill, SS-242) およびバーベル (USS Barbel, SS-316) らとともに南シナ海に向かった。1945年1月7日には、南沙諸島長島を偵察した。1月24日、「ブリーム」は北緯02度57分 東経108度44分 / 北緯2.950度 東経108.733度の地点で煙を発見したため戦闘配置を令して潜航し、様子をうかがっていたところ、煙の持ち主は「氷川丸」（日本郵船、11,622トン）と思しき病院船であった。この哨戒において攻撃の機会はなかった。2月10日、52日間の行動を終えてフリーマントルに帰投した。
3月7日、5回目の哨戒でジャワ海方面に向かった。3月10日にエクスマウス湾で給油した後、3月13日には南緯05度35分 東経114度11分 / 南緯5.583度 東経114.183度の地点で2隻の60トン級海上トラックを発見し、浮上砲戦で1隻を撃沈して、もう1隻も破壊した。翌3月14日には南緯05度41分 東経114度03分 / 南緯5.683度 東経114.050度の地点で3隻の小型輸送船と2隻の護衛艦からなる輸送船団を発見し、まず魚雷を6本発射して、1本を2,500トン級輸送船に命中させて撃沈したと判断される。続いて、Mk27誘導魚雷を1本発射したが、命中しなかった。一連の攻撃で特設駆潜艇「京浜丸」（神奈川県、76トン）を撃沈した。また、3月13日から17日にかけて、ジャワ海のグレートマサレンボ島から日本軍の捕虜になっていた2人のオペレーターを救出した。しかし、3月15日から16日にかけて、千鳥型水雷艇と思しき艦艇からの爆雷攻撃を受け損傷し、攻撃から逃れたと思えば発射管室で火災が発生。やむを得ず、特別任務と哨戒を打ち切って帰投することとした。3月16日夜、2隻の輸送船と2隻の護衛艦からなる輸送船団を発見し、3月17日未明にいたって南緯05度14分 東経114度55分 / 南緯5.233度 東経114.917度の地点で魚雷を4本発射したが、うち2本が途中で沈むなどして命中しなかった。3月22日、19日間の行動を終えてフリーマントルに帰投した。
4月20日、6回目の哨戒でジャワ海、タイランド湾、南シナ海および台湾近海に向かった。4月29日夜、南緯04度11分 東経111度17分 / 南緯4.183度 東経111.283度の地点でドイツ潜水母艦「キト」（Quito、1,230トン）を発見して魚雷を6本発射し、うち2本を命中させて撃沈した。「ブリーム」は浮上後、「キト」の生存者を救助し、このことを翌4月30日の「ベスゴ (USS Besugo, SS-321) 」との交信で報告すると、「相手は10,000トン級の封鎖突破船だっただろう」という回答を得た。5月8日には北緯07度05分 東経104度45分 / 北緯7.083度 東経104.750度から北緯10度00分 東経102度35分 / 北緯10.000度 東経102.583度にかけての海域に機雷を敷設した。「ブリーム」は5月14日にスービック湾に寄港した後、台湾沖で救助任務に従事した。6月5日にサイパン島に寄港。6月15日、54日間の行動を終えて真珠湾に帰投した。その後、6月24日にサンフランシスコに到着する。サンフランシスコでオーバーホールの後、1946年1月31日に予備役となり太平洋予備役艦隊入りした。

### 戦後

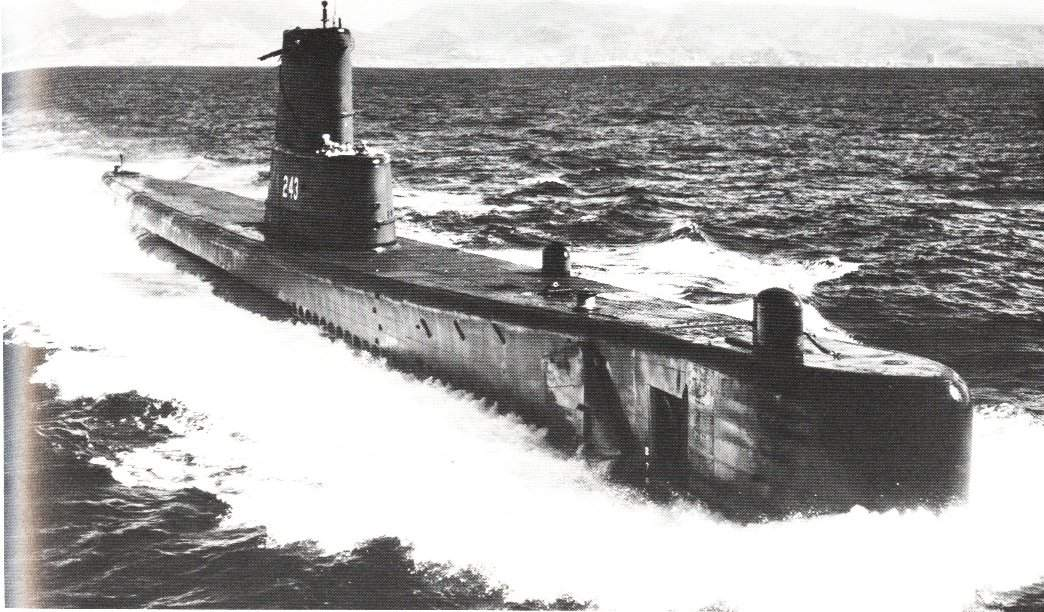
対潜潜水艦に改修後のブリーム

「ブリーム」は1951年6月5日に現役復帰し、太平洋艦隊第3潜水艦隊に配属される。1951年6月から1952年8月までブリームはサンディエゴの艦隊ソナー学校での訓練任務に従事する。1952年9月10日にサンフランシスコで予備役となり、対潜潜水艦へ改修される。1953年2月18日に SSK-243 に艦種変更された後6月20日に再就役し、平時における太平洋での全ての作戦活動に参加した。1954年9月にはアラスカでの訓練巡航を行い、真珠湾を経由して11月5日にサンディエゴに帰還した。その後はカリフォルニア沖で活動し、1955年5月7日から24日まで真珠湾へ向かう。西海岸からの次の任務は1956年3月6日に始まり、太平洋西部で巡航した後1957年前半にサンフランシスコで終了し、1964年2月1日には AGSS-243 （実験潜水艦）に再変更された。その後、1969年6月28日に退役、11月7日に標的艦として原子力潜水艦スカルピン (USS Sculpin, SSN-590) によって撃沈された。
「ブリーム」は第二次世界大戦の戦功で4個の従軍星章を受章した。また、2隻の日本艦艇を撃沈し、そのトン数は6,934トンに上る。